# Бюро перекладів
Бюро перекладів (БП) — підприємство сфери послуг, що займається мовними перекладами. У постіндустріальному суспільстві метою створення БП є надання послуг з перекладу широкому колу споживачів та отримання прибутку за рахунок об'єднання зусиль людей, які володіють іноземними мовами та мистецтвом перекладу. У процесі діяльності такого підприємства велике значення має не тільки гарне або відмінне володіння іноземними мовами та рідною мовою, але й уміння виразно і точно передати думку людини, виражену мовою оригіналу, людині, яка не володіє такою мовою. Важливим є також вміння передавати емоційне забарвлення вихідного тексту.
Серед найбільш поширених послуг, що надаються бюро перекладів, можна відзначити:
- письмовий переклад
- переклад документів
- технічний переклад;
- юридичний переклад;
- літературний переклад;
- локалізація;
- переклад креслень AutoCAD
- науковий та науково-технічний — переклад медичних документів, довідок та висновків.
- додаткові послуги, пов'язані з юридичними формальностями, при цьому слід розуміти, що бюро перекладів не уповноважено виконувати такі процедури, проте може виступати в ролі посередника
- проставлення апостилю уповноваженими органами
- консульська легалізація
- легалізація документа у Міністерстві юстиції чи інших уповноважених органах
- легалізація у Консульському департаменті МЗС РФ
- засвідчення справжності підпису перекладача нотаріусом
- різні види усного перекладу
- синхронний переклад
- послідовний переклад
- шушотаж
- робота гіда-перекладача
- переклад відео та аудіо матеріалів
- консультативний переклад
- переклад під час судових засідань.

Як правило, всі вищезгадані види діяльності в тій чи іншій мірі присутні у будь-якому агентстві перекладів. Проте, існує й основний вид діяльності у кожній компанії. Спеціалізація бюро перекладів залежить від географічного розташування, наявності спеціалістів та ін. нюансів. Деякі компанії спеціалізуються тільки на письмових перекладах, в інших це усні перекладачі, треті займаються всім потроху. Але як показує практика, що менше напрямів у бюро перекладів, то професійніший і якісніший їхній основний вид діяльності.